# Império Nanda
O Império Nanda foi um antigo estado indiano efémero, mas poderoso e extenso, governado pela dinastia homônima, com origem em Mágada, que existiu entre 345 a.C. e 321 a.C.. Na sua maior extensão os seus territórios estendiam-se desde a região do Panjabe, a ocidente, até Bengala, a oriente, ocupando toda a planície indo-gangética. Na parte central do subcontinente indiano, estendia-se até à cordilheira de Víndia.

## Reis
O texto budista Mahāvaṃsa nomeia 9 reis Nanda, que eram todos irmãos, e governaram em sucessão por um total de 22 anos. O primeiro desses reis foi Ugrasena, e o último foi Dana Nanda:
1. Ugrasena (Ugasena em Páli)
2. Panduca
3. Pandugati
4. Butapala
5. Rastrapala
6. Govixanaca
7. Daxasidaca
8. Caivarta
9. Dana Nanda